# Дорли, Оскар
Оскар Мерфи Дорли (англ. Oscar Murphy Dorley; род. 19 июля 1998, Монровия) — либерийский футболист, защитник чешского «Слована» и сборной Либерии.

## Карьера
Начинал играть в футбол в либерийском клубе «Монровия Клаб Брэвэрайс». Вместе с ним он побеждал в розыгрыше национального кубка страны. В 2016 году юный футболист переехал в Европу, где заключил контракт с литовским «Тракаем». Довольно быстро Дорли стал лидером команды, с которой он дебютировал в розыгрыше еврокубков.
Зимой 2018 года либериец на правах аренды перешел в чешский клуб «Слован».

## Сборная
За сборную Либерии Оскар Дорли дебютировал 5 июля 2015 года в отборочном матче розыгрыша Чемпионата африканских наций против Гвинеи, который закончился со счетом 1:1. С тех пор полузащитник регулярно вызывается в расположение национальной команды.

## Достижения
- Обладатель Кубка Либерии: 2016